# Orlena María de Miguel Muñoz
Orlena María de Miguel Muñoz (Madrid, 1 de agosto de 1979) es una política española. Fue diputada de Ciudadanos en el Congreso de los Diputados durante la XI legislatura de España.

## Biografía
Nacida en Madrid en 1979, de Miguel es licenciada en Filología Hispánica por la Universidad de Alcalá con un posgrado en enseñanza de la lengua española como segunda lengua.
Ha desarrollado su carrera profesional ejerciendo de docente de español y, antes de entrar en el Congreso, ejercía de coordinadora de programas internacionales en una empresa de formación.

## Carrera política
Afiliada a Ciudadanos desde 2014, en 2015 concurrió a las Elecciones municipales como candidata a la alcaldía de Torrejón del Rey (Guadalajara), cuando resultó elegida como concejal.
En julio de 2015, de Miguel decidió presentarse a las primarias para encabezar la lista de la formación naranja al Congreso de los Diputados por Guadalajara, resultando elegida.
En diciembre de 2015, tras las Elecciones generales, resultó elegida diputada. Durante la brevísima legislatura (la XI legislatura de España), ejerció de portavoz en las comisiones de Sanidad y Servicios Sociales y la Comisión para las Políticas Integrales de la Discapacidad. Fue, además, vocal de la comisión de Igualdad.
Concurrió de nuevo como candidata de Ciudadanos por su provincia a las Elecciones Generales del 26 de junio de 2016 pero no logró revalidar el escaño.
En enero de 2017, con la renovación del Comité Ejecutivo de la formación naranja, de Miguel entró a formar parte de la directiva de Ciudadanos responsabilizándose de las áreas de movilidad y seguridad vial, hasta 2019.
En las elecciones municipales del 28 de mayo de 2023 se presentó por la candidatura complutense del PP, obteniendo el cargo, como concejala, de seguridad ciudadana, comercio, recursos humanos y vicepresidenta del Distrito II. 